# سيكورسكي إس-61

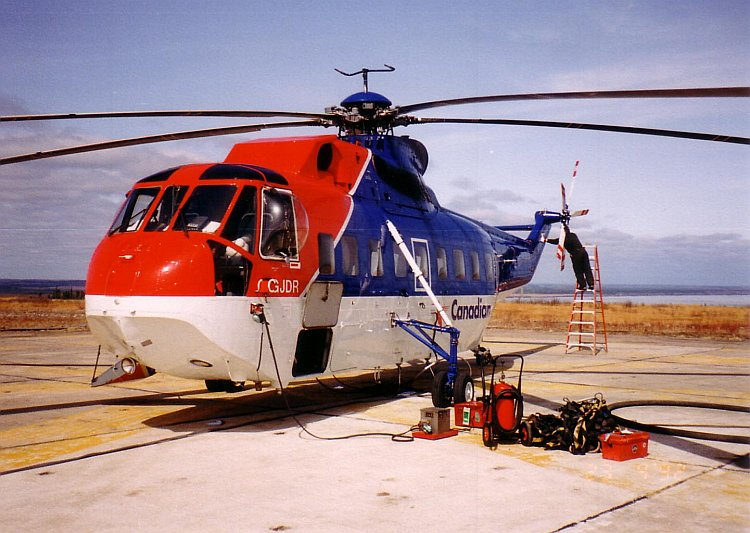
مروحية سيكورسكي إس-61 إل كندية في قاعدة سي إف بي كولد لايك في 1992

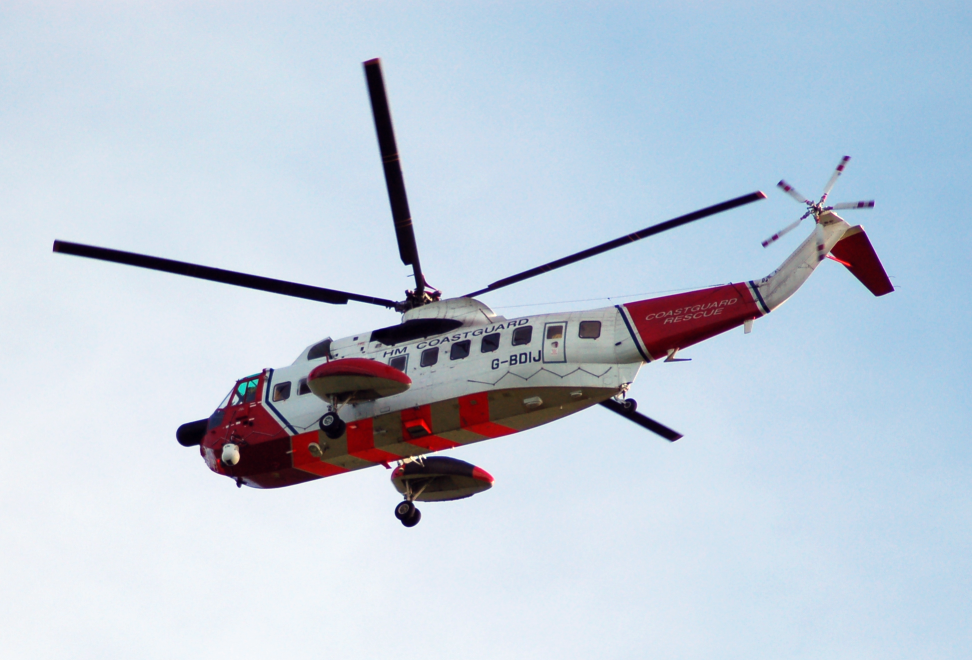
مروحية سيكورسكي إس-61 إن لشركة بريستو عاملة لدى حرس حدود الملكة

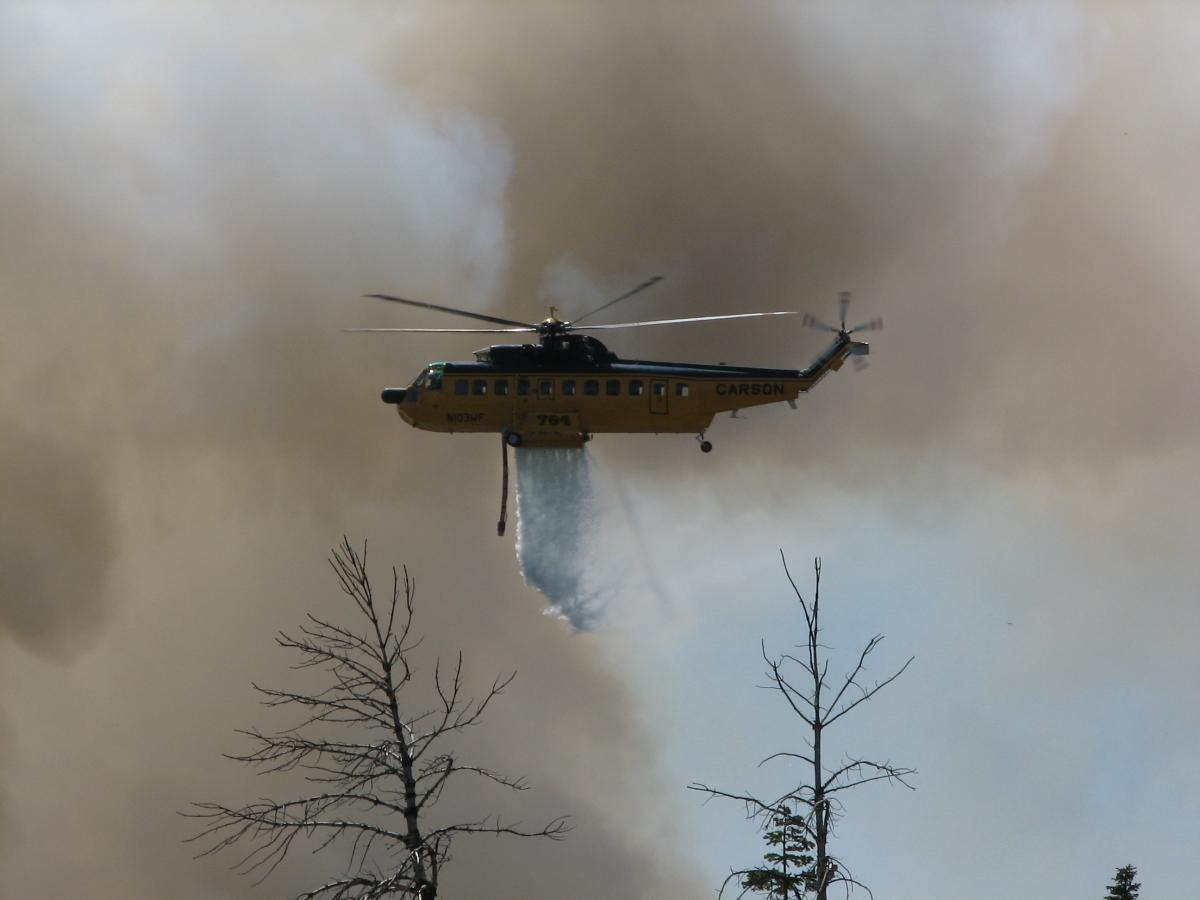
مروحية سيكورسكي إس-61 تابعة لشركة كارسون تلقي الماء على حريق مجمع البرق 2007.

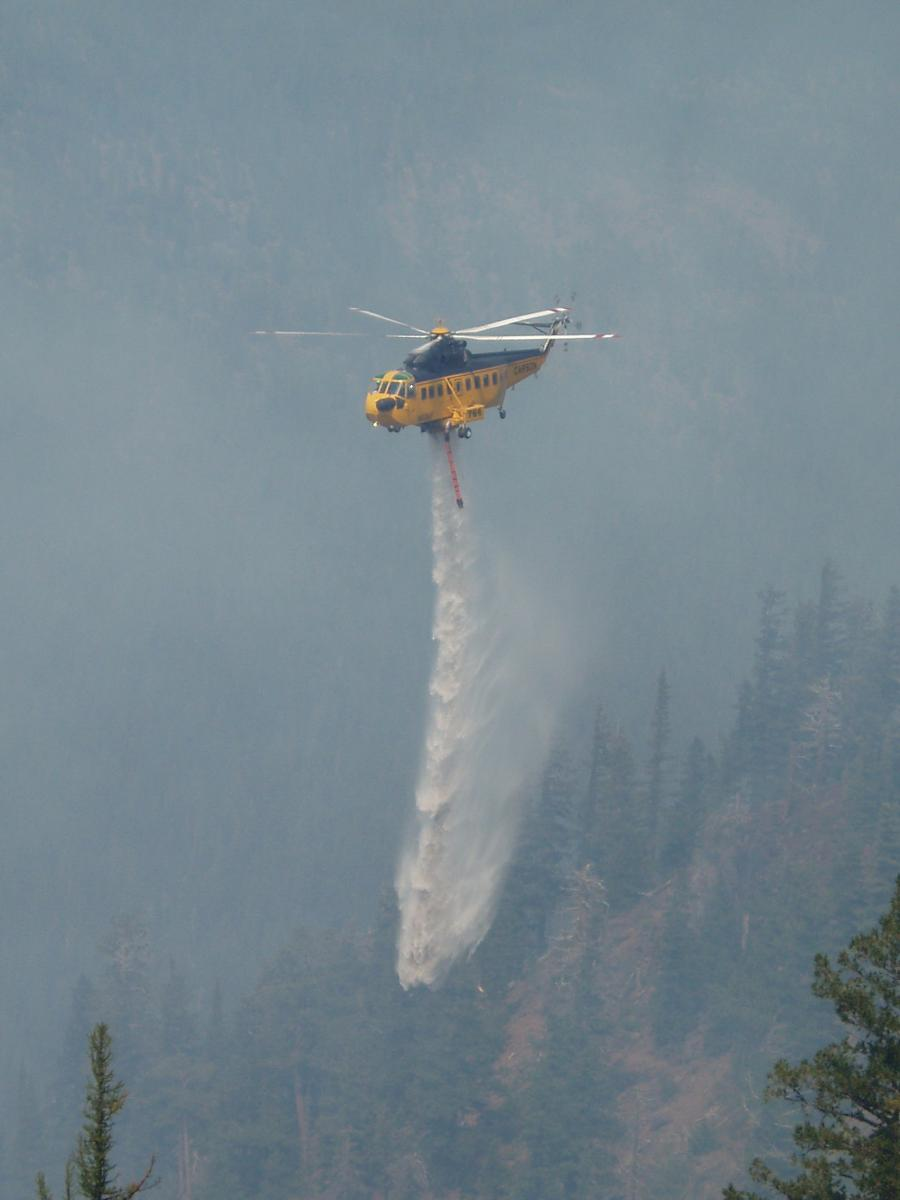
مروحية سيكورسكي إس-61 تابعة لشركة كارسون تلقي الماء على حريق مجمع البرق 2007.

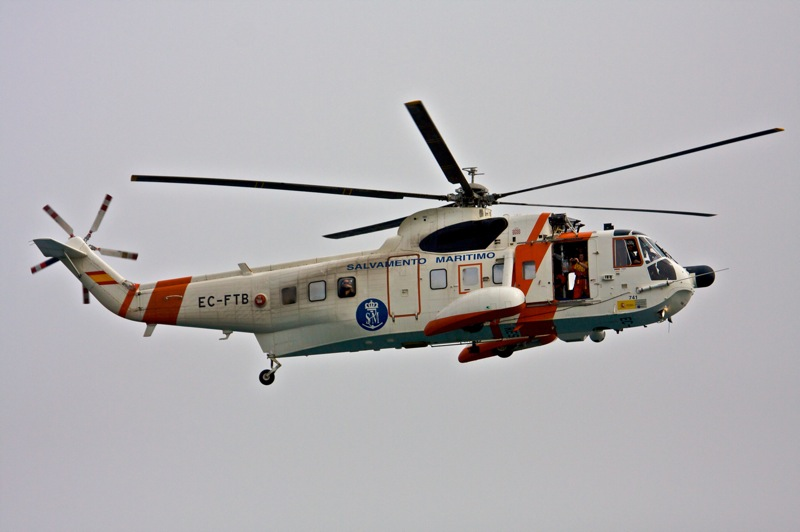
مروحية سيكورسكي إس-61 إن تابعة لهاريسا وتعمل لدى شركة السلامة والحماية البحرية.

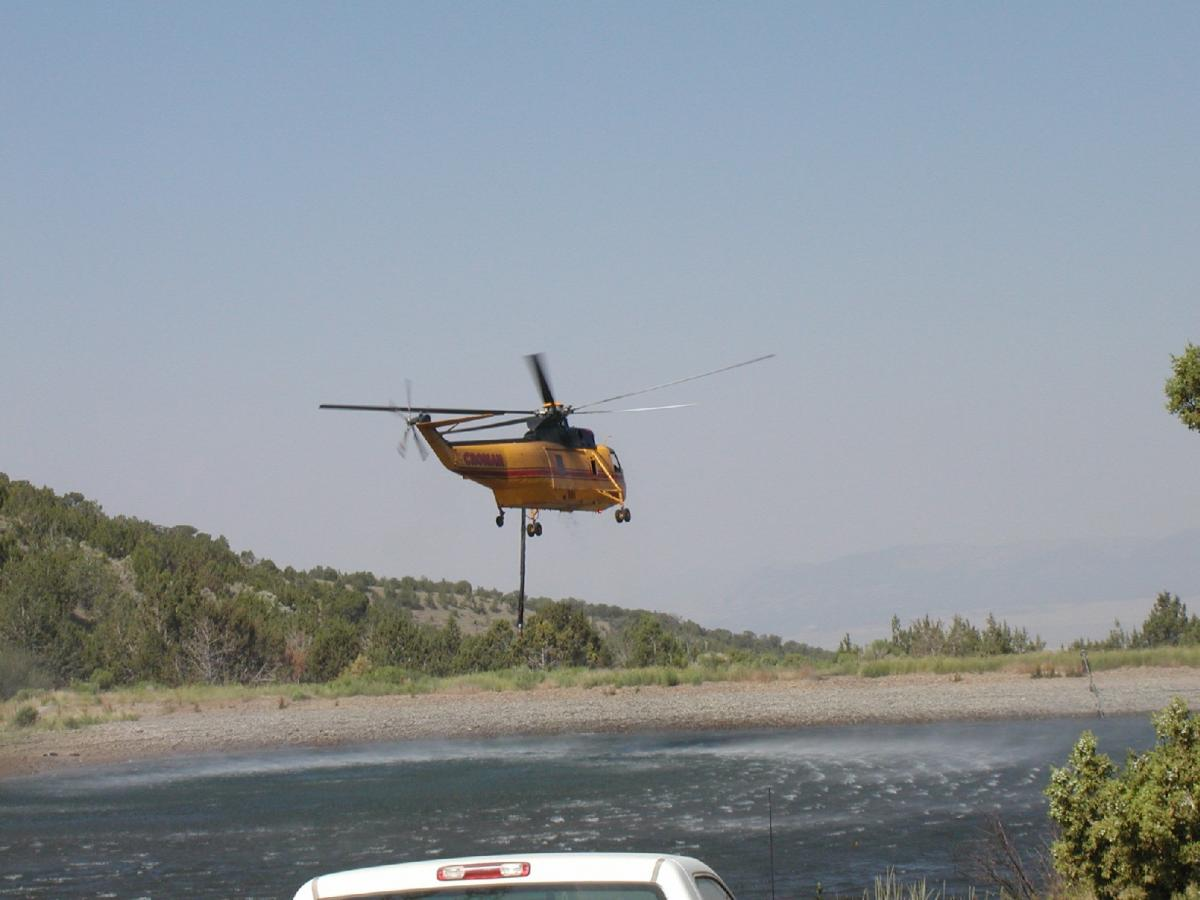
مروحية سيكورسكي إس-61 تستعمل خرطوما لإعادة تعبئة خزانات المياه لديها.

سيكورسكي إس-61 إل وسيكورسكي إس-61 إن هي إصدارات مدنية للمروحية الناجحة إس أتش-3 سي كينغ. تعتبر هذه المروحية من أكثر المروحيات استعمالا كأجهزة دعم للنفط أو مروحيات طائرة.

## التصميم والتطوير
في سبتمبر 1957، حصلت شركة سيكورسكي على عقد من بحرية الولايات المتحدة لتطوير مروحية برمائية حربية مضادة للغواصات (ب ح م) قادرة على كشف ومهاجمة الغواصات. ظهر نموذج إكس أتش إس إس-2 سي كينغ في 11 مارس 1959. بدأ إنتاج مروحية أتش إس إس-2 (فيما بعد إس أتش-3 إيه) في سبتمبر 1961 وكانت في الأول تعمل على عمودين دوارين بقدرة 930 كيلواط من نوع جنرال إلكتريك تي 58-جي إي-8 بي.
فكرت بعد ذلك شركة سيكورسكي في إنتاج نموذج تجاري لسي كنغ. ظهرت أول مروحية إس-61 إل في 2 نوفمبر 1961 وكانت أطول بأربعت أقدام وثلاثة إنشات (1.27 متر) من أتش إس إس-2 لتكون قادرة على رفع حمولة أكبر من البضائع أو الركاب. النماذج الأولى من إس-61 إل كانت تعمل على عمودين دورارين بقدرة 1350 حصان رمحي (1005 كيلواط) من نوع جي إي سي تي 58-140 (النموذج المدني لتي 58). تميزت إس-61 إل بجهاز هبوط دون مثبتات تعويم.
كانت شركة خطوط لوس أنجلوس أول مشغل مدني لإس-61 إل بعد شراءها في 11 مارس 1962 بثمن 650000 دولار للمروحية.
في 7 أغسطس 1962 قامت إس-61 إن، وهي مروحية مماثلة لإس-61 إل لكن تختلف عنها في أنها تمتلك مثبتات تعويم مروحية إس أتش-3 إيه تساعدها على القيام بمهام على الماء وخصوصا مهمة دعم النفط، بأول طيران لها. تم تحديث مروحيتي إس-61 إل وإس-61 إن لمعاير إم كاي 2 ومنها محركات سي تي 58-110 أكثر قوة وأداء وثباتا.
كانت الباي لودر، إصدار مصمم لأعمال الرفع الجوي، النموذج الثالث من إس-61. تميزت الباي لودر بعجلات إس-61 إل الثابتة وبحمولة تقارب 2000 رطل (900 كلغ) أقل من إس-61 إن.
كانت شركة مروحيات كارسون الأولى التي تصغر الإس-61 حيث قصرت حسم المروحية ب 50 إنشا (1.6 متر) للرفع من أداء المروحية وحمولتها الخارجية.
قامت شركة هيليبرو إنترناشيونال بأول تحويل لنموذجي إس-61 إل وإس-61 إن في نسخة وحيدة سميت إس-61 شورتسكي وكانت شركة لوجينغ في أي إتش أول زبون يشتري النموذج الذي قام بأول طيران في فبراير 1996.
حدث تغيير واحد في الإس-61 وهو إضافة شفرة كارسون للدوار الرئيسي التي عوضت شفرات سيكورسكي الأصلية التي تعرضت للتلف. سمحت شفرات كارسون للدوار الرئيسي بحمل وزن إضافي 2,000 رطل (907 كـغ) وطير 15 عقدة (28 كم/س) أسرع وزيادة نطاقها ب61 nmi (113 كـم).

## النسخ
- إس-61 إل: نسخة النقل المدني اللابرمائي وتستطيع حمل 30 راكبا (صنع منها 13).
- إس-61 إل إم كاي 2: نسخة مطورة من مروحية إس-61 إل مزودة بصناديق شحن.
- إس-61 إن: نسخة النقل المدني البرمائي.
- إس-61 إن إم كاي 2: نسخة مطورة من مروحية إس-61 إن.
- إس-61 باي لودر: مروحية مصممة لأعمال الرفع الجوي وتتميز بعجلات إس-61 إل الثابتة وبحمولة تقارب 2000 رطل (900 كلغ) أقل من إس-61 إن.
- إس-61 شورتسكي: نسخة أصغر من إس-61 إل وإس-61 إن مصممة للرفع من أداء المروحية وحمولتها الخارجية.
- إس-61 تي ترايتن: نسخة معصرنة من إس-61 طورتها شركتا سيكورسكي وكارسونانطلاقا من مروحية إس-61 إن.[6]

## المشغلون
أسماء المشغلين السابقين مكتوبة بخط مائل
 الأرجنتين
- سلاح الجو الأرجنتيني - مروحية إس-61 إن واحدة[7]

 بروناي
- بروناي شل للبترول

 كندا
- مروحيات سي إتش سي
- خفر السواحل الكندي
- هيليجيت
- مروحيات كواغار
- مروحيات في أي إتش
- كولسن إيركران

 إسبانيا
- شركة السلامة والحماية البحرية (هليسكا)

 جرينلاند
- إير جرينلاند

 جمهورية أيرلندا
- خفر السواحل الإيرلندي (مروحيات سي إتش سي)

 لبنان
- تستخدم القوات الجوية اللبنانية ثلاثة سيكورسكي إس-61 إن بالنيابة عن وزارة الداخلية والبلديات لأغراض إخماد الحرائق.

 جزر المالديف
- مروحيات هيومنغ برد

 هولندا
- مروحيات سي إتش سي الأراضي المنخفضة
- مروحيات كي إل إم

 النرويج
- خدمة المروحية

 باكستان
- الخطوط الجوية الدولية الباكستانية

 المملكة المتحدة
- مروحيات بيا
- مروحيات بريستو
- خطوط المروحيات الجوية البريطانية
- المروحيات الكلدونية البريطانية
- المروحيات البريطانية الدولية
- خفر سواحل الملكة - تشغل سيكورسكي إس-61 إن

 الولايات المتحدة
- مروحيات كارسون
- مروحيات كولومبيا
- شركة كرومان
- خدمات النقل المروحي
- خطوط لوس أنجلوس الجوية
- خطوط نيويورك الجوية
- مروحيات إيرا
- تشغل وزارة الخارجية الأمريكية مروحيتين[8] (108 مروحية تحت الطلب[6])

## المواصفات (إس-61 إن إم كاي 2)
الخصائص العامة
- الطول:  ()
- باع الجناح:  ()
- الارتفاع:  ()

الأداء